# Willem Arondéus
Willem Johan Cornelis Arondéus (Naarden, 22 agosto 1894 – Haarlem, 1º luglio 1943) è stato uno scrittore, pittore e partigiano olandese.

## I primi anni di vita
Willem Arondéus nacque a Naarden, figlio di Hendrik Cornelis Arondéus, un commerciante di carburanti, e Catharina Wilhelmina de Vries. Poco dopo la sua nascita i genitori si trasferirono a Amsterdam, dove iniziarono un'attività di noleggio di costumi per attori. Compì tutti gli studi ad Amsterdam. Nel 1907 fu ammesso alla scuola d'arte Quellinusschool e, successivamente alla Rietveld Academie, dove ricevette una formazione dedicata alla pittura decorativa.

## Il lavoro
Al termine degli studi iniziò a lavorare come illustratore, disegnatore di manifesti e pittore. Tra le sue opere si annovera anche un grande dipinto murale nel municipio di Rotterdam. Il suo stile era ispirato a quello dell'affermato illustratore olandese Richard Roland Holst. Nonostante le buone capacità artistiche, non riuscì ad affermarsi e, conseguentemente, a mantenersi col proprio lavoro.
Intorno al 1935 rinunciò alle arti visive e si dedicò alla scrittura. Le poesie e le storie scritte in precedenza rimasero inedite, ma nel 1938 pubblicò due romanzi, Het Uilenhuis (La casa dei gufi) e In de Bloeiende Ramenas (Nella fioritura dei ravanelli), entrambi illustrati da Arondéus stesso. Nel 1939 fu pubblicata quella che è stata ritenuta essere la sua opera migliore, Matthĳs Maris: de tragiek van den droom (Matthĳs Maris: La tragedia del sogno), una biografia di Matthijs Maris, pittore e fratello di altri due artisti olandesi Jacob e Willem Maris. Due anni dopo fu pubblicato Figuren en problemen der monumentale schilderkunst in Nederland (Figure e problemi della pittura monumentale nei Paesi Bassi), sempre con le illustrazioni dello stesso autore. A quel tempo, però, Arondéus era già coinvolto con il movimento di resistenza olandese.

## L'omosessualità e la vita sentimentale
Arondéus era un ribelle, e questo lo portò a dichiarare apertamente e contro i costumi di quell'epoca la propria omosessualità. Il suo comportamento fu ritenuto audace e insolito, persino negli ambienti artistici liberali che frequentava.
Arondéus ebbe, negli anni '20, una relazione con Jurie, un pescatore dell'isola di Urk, dove viveva. Dal 1932 al 1941 ebbe una relazione col figlio di un droghiere di Apeldoorn Gerrit Jan Tijssen, con il quale convisse prima ad Apeldoorn e poi ad Amsterdam.

## La resistenza

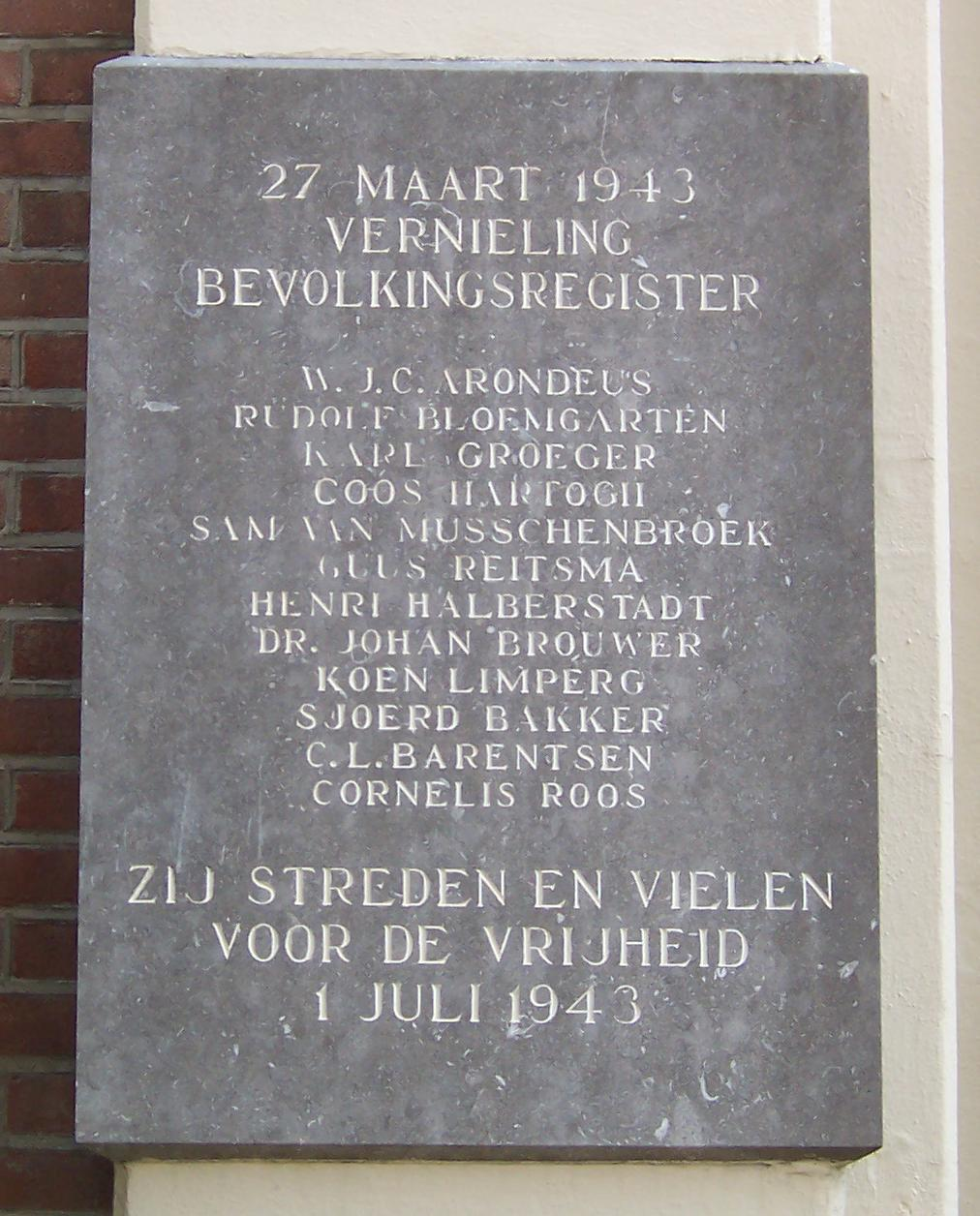
Monumento a Amsterdam

Con l'inizio della seconda guerra mondiale e la conseguente occupazione tedesca dei Paesi Bassi, Arondéus si rese conto, prima di altri, che la richiesta degli occupanti tedeschi che tutti gli ebrei dovessero registrarsi presso le autorità locali non era, come i nazisti sostenevano, per la loro sicurezza, ma piuttosto il primo passo per la deportazione degli stessi ebrei nel campo di concentramento di Westerbork e da lì ai campi di sterminio nei territori occupati della Polonia. Nella primavera del 1941, pubblicò degli scritti clandestini, le Brandarisbrieven nei quali denunciava il collaborazionismo di alcuni artisti olandesi ed, allo stesso tempo, incitava gli altri artisti a resistere all'occupazione nazista dei Paesi Bassi. Nello stesso anno, il compagno Gerrit Jan Tijssen, dato che le attività partigiane di Arondéus si erano intensificate ed era diventato troppo pericoloso soggiornare ad Amsterdam insieme, lo lasciò e tornò ad Apeldoorn.
Una delle attività di Arondéus, in qualità di affiliato al gruppo partigiano Raad van Verzet (Consiglio della Resistenza), era di nascondere gli ebrei tra la popolazione locale, attraverso la falsificazione dei documenti di identità. Nel giro di poco tempo, i tedeschi si accorsero delle falsificazioni ed iniziarono a confrontare i nomi con quelli trascritti nel registro della popolazione locale. Per ostacolare le verifiche dei nazisti, il 27 marzo 1943, Arondéus, con l'aiuto di un gruppo di partigiani ai suoi comandi, portò a termine un attentato dinamitardo al registro della popolazione di Amsterdam distruggendone l'archivio. Nel giro di una settimana, Arondéus e gli altri membri del gruppo furono arrestati e, nel luglio dello stesso anno, giustiziati per fucilazione. Le ultime parole di Arondéus, che aveva vissuto apertamente la sua omosessualità, prima della sua esecuzione, furono:
Arondéus lasciò 300 fiorini al suo compagno Jan, che sopravvisse alla guerra.

## Riconoscimenti
Nel 1945, dopo la liberazione dei Paesi Bassi, ad Arondéus fu assegnata una medaglia alla memoria da parte del governo olandese. Ma i veri riconoscimenti verranno solo molto più tardi, la Verzetsherdenkingskruis (Croce della resistenza) gli verrà assegnata solo nel 1984 e l'onorificenza di Giusto tra le nazioni nel 1986. Alcuni ritengono che il suo orientamento sessuale sia stata la ragione di un riconoscimento così tardivo del suo operato.

## Opere
- Het Uilenhuis, romanzo 1938
- In de Bloeiende Ramenas, romanzo 1939
- Matthijs Maris. De tragiek van den droom, biografia 1939
- Figuren en problemen der monumentale schilderkunst in Nederland, saggio 1941
- Schilderkunstige avonturen. Leven en werken van Giorgio Vasari, saggio postumo, Amsterdam, 1946
- Afzijdige Strofen, twintig homo-erotische gedichten, lavoro postumo scritto nel 1922 a Urk, 2001